# Бакунинская улица
Баку́нинская у́лица (до 1918 года — Покро́вская у́лица) — улица в центре Москвы, одна из важнейших магистралей Басманного района между Бауманской улицей и Большой Почтовой улицей.

## Происхождение названия
Улица возникла в XVIII веке в бывшем селе Рубцове на берегу Яузы. Её первоначальное название Покровская улица было дано по церкви Покрова Пресвятой Богородицы в Рубцове, построенной в 1618—1626 гг. в честь освобождения Москвы от поляков. Переименована в 1918 году в честь М. А. Бакунина (1814—1876) — идеолога народничества и анархизма. В 1840 году он уехал за границу, участвовал в нескольких европейских революциях.

## История
Бакунинская улица раньше называлась Покровской. Давным-давно на этом месте было село Рубцово, которое принадлежало боярам Романовым. В 1613 году царём избрали их 16-летнего сына Михаила. В 1618 году, в день Покрова Пресвятой Богородицы были отбиты польские интервенты. В честь победы построили обетный деревянный храм Покрова. Село стало называться Покровское, Рубцово тож. 29 октября 1626 года был освящен каменный храм Покрова. Улица, проходившая от Покровского храма до улицы Немецкая слобода, называлась Большой.
При Петре I застройка села по Большой улице ускорилась. Пётр I добился того, что дома стали ставить по улице, а не в глубине участков. Потом улица стала называться Покровской. Вплоть до XX века в Покровском на масленицу происходили праздничные гулянья. Ко времени правление Екатерины II Покровская улица окончательно сложилась. В целом она была очень живописная, особенно летом.
У Гаврикова переулка открывался вид на линию двухэтажных, аккуратных домов, окрашенных в обычные для Москвы весёлые цвета: жёлтый, розовый, зелёный, голубой. Справа, за купами деревьев блестели золотые барочные главки Ирининской церкви, а вдали, на пригорке, взлетала вверх колокольня Никольской церкви.
Многие дома с тех пор сохранились до наших дней. 150—200-летнию историю имеют дома № 7, 15. В 1886 году архитектор И. Г. Кондратенко построил первое фабричное здание, выходившее на улицу, на участков домов № 74—76. В 1885 году архитектор П. П. Щеглов построил дом (№ 54), отличавшийся необыкновенной пышностью декора: фронтон украшала голова льва. В 1891 году архитектор И. С. Кузнецов построил дом № 78 для фабриканта Денисова. В 1902—04 гг. по проекту И. С. Кузнецова построено ещё одно здание на Покровской улице (№ 94) для причта храмов Московской Покровской общины сестёр милосердия.

## Примечательные здания и сооружения
по нечётной стороне:
- № 5 — Здание телефонной станции (1927—1928, инженер В. Патек), построено по типовому проекту: аналогичные здания на Арбате и Большой Ордынке[2].
- № 65 (снесён) — жилой дом, в котором на протяжении 1920-х годов проживал лидер и создатель секты «Единый Храм» Дмитрий Шульц со своими учениками[3].
- № 81/55 — ГБОУ СПО МАДК им. А. А. Николаева.
- № 81 (во дворе) — Богадельня при Покровской мещанской общине (1900-е, архитектор Л. Ф. Даукша)[1] и храм Александра Невского.
- № 83 — Храм Покрова Пресвятой Богородицы в Рубцове.

по чётной стороне:
- № 2 — Особняк И. и Г. Рахмановых. Перестроен в 1895 году архитектором И. Г. Кондратенко.
- № 4 — Особняк И. А. Калинина (1902, архитектор П. В. Харко)[1].
- № 6 — Доходный дом (1917, архитектор П. В. Харко). Здание является объектом культурного наследия регионального значения.[4]
- вл. 12, стр. 1 — Главный дом городской усадьбы (1806), заявленный объект культурного наследия, к нему примыкает новая часть здания 1930—1950 гг. постройки. В этом месте планировали построить второй выход из станции метро «Бауманская»[5], от реализации которого впоследствии было решено отказаться.
- № 14 — Ремесленное и начальное училища им. В. А. Морозовой. Построено на средства В. А. Морозовой в 1902 году, затем передано в ведение городского самоуправления[6].
- № 24 — Палаты Щербакова — уникальный памятник жилой архитектуры купеческой Москвы второй половины XVIII века? oбъект культурного наследия регионального значения[7][8][8].
- № 38-42 — жилой дом. Здесь жил дирижёр Вольф Горелик[9].
- № 60 стр. 4 — доходный дом Деминой 1904 года постройки. Был снесён в июне 2020 года ради строительства жилья по программе реновации[10][11].
- № 78 — особняк и дворовые строения С. М. Денисова (1891, архитектор И. С. Кузнецов)[1].
- № 94 — дом причта Московской Покровской общины сестёр милосердия (1902—1904, архитектор И. С. Кузнецов).
- № 100 — Храм Николая Чудотворца в Покровском (1890—1895, архитектор П. П. Зыков).

## Общественный транспорт
- Станция метро «Бауманская» — у начала улицы.
- Станция метро «Электрозаводская» Арбатско-Покровской линии — в 500 м от конца улицы.
- Станция метро «Электрозаводская» Большой кольцевой линии  — в 800 м от конца улицы.
- Железнодорожная платформа «Электрозаводская» Казанского/Рязанского направления МЖД — в 700 м от конца улицы.
- Автобусы: м3, 690, т22.
- Электробусы: н3, т88.